# Sint-Petruskerk (Dortmund)
De Sint-Petruskerk (Duits: St. Petri) is een protestantse stadskerk in het westelijke deel van de binnenstad van Dortmund.

## Bouwgeschiedenis
Omstreeks 1322 werd begonnen met de bouw van de gotische hallenkerk. Halverwege de 14e eeuw werd de bouw voortgezet met de oprichting van een koor. In 1396 ving men aan met de bouw van de toren, die met de plaatsing van de spits pas in 1523 werd voltooid. Een brand in de torenspits (1538), een aardbeving (1640) en een storm (1660) brachten het gebouw steeds weer schade toe. Na verwoesting door instorting van de toren kreeg de kerk in de periode 1752-1759 een nieuw zadeldak zonder zijgevels en een vlak gewelf van baksteen op vier nieuwe, achthoekige zuilen. De toren werd pas in 1867 weer van een neogotische spits met op de hoeken pinakels voorzien.
Bij een luchtaanval in de nacht van 23 op 24 mei 1943 werd de stad Dortmund zwaar getroffen door bombardementen. De Sint-Petruskerk werd tot op de buitenmuren vernietigd. Van 1956 tot 1966 vond de reconstructie van de kerk in de middeleeuwse en oorspronkelijke staat plaats met aan elke zijde van het schip drie nieuwe topgevels. Met de plaatsing van de 60 meter hoge torenspits werd de wederopbouw afgerond. De totale hoogte van de toren bedraagt 105 meter.
De kerk meet 51,36 meter lang, 22,70 meter breed en 28,40 meter hoog.

## Interieur
Pronkstuk van de kerk is het laatgotische "Gouden Wonder van Westfalen", een retabel dat met twee paar vleugels is uitgerust. Het betreft het grootste Vlaamse altaar uit de middeleeuwen en een van de grootste religieuze beeldhouwwerken van Europa. Het bij geopende toestand 7,4 meter brede en 5,6 meter hoge altaar werd in 1529 in Antwerpen gemaakt voor de Dortmundse Franciscanen. Na de opheffing van hun klooster kocht de Petruskerk het altaar en in 1809 werd het vlak voor de afbraak van de kloosterkerk naar de Petruskerk overgebracht. In gesloten toestand op Goede Vrijdag toont het altaar in 18 vlakken de aanbidding van de eucharistie. Van Pinksteren tot de Dankdag voor het Gewas worden de buitenste deuren geopend en 36 scènes uit het kinderleven van Jezus getoond. Vanaf de Dankdag voor het Gewas tot de lijdensweek en van Pasen tot Pinksteren is het vergulde altaar in volle glorie met 36 vlakken en 633 vergulde figuren te zien. Het altaar staat na de recente restauratie achter een glazen wand.
In de Tweede Wereldoorlog ontsnapte het altaar aan vernietiging door tijdige opslag elders.

## Klokken
In de toren van de Petruskerk hangen vijf klokken die in 1963 werden gegoten door Bochumer Verein. Ze hebben de toonvolgorde  b°-c'-es'-f'-g'.

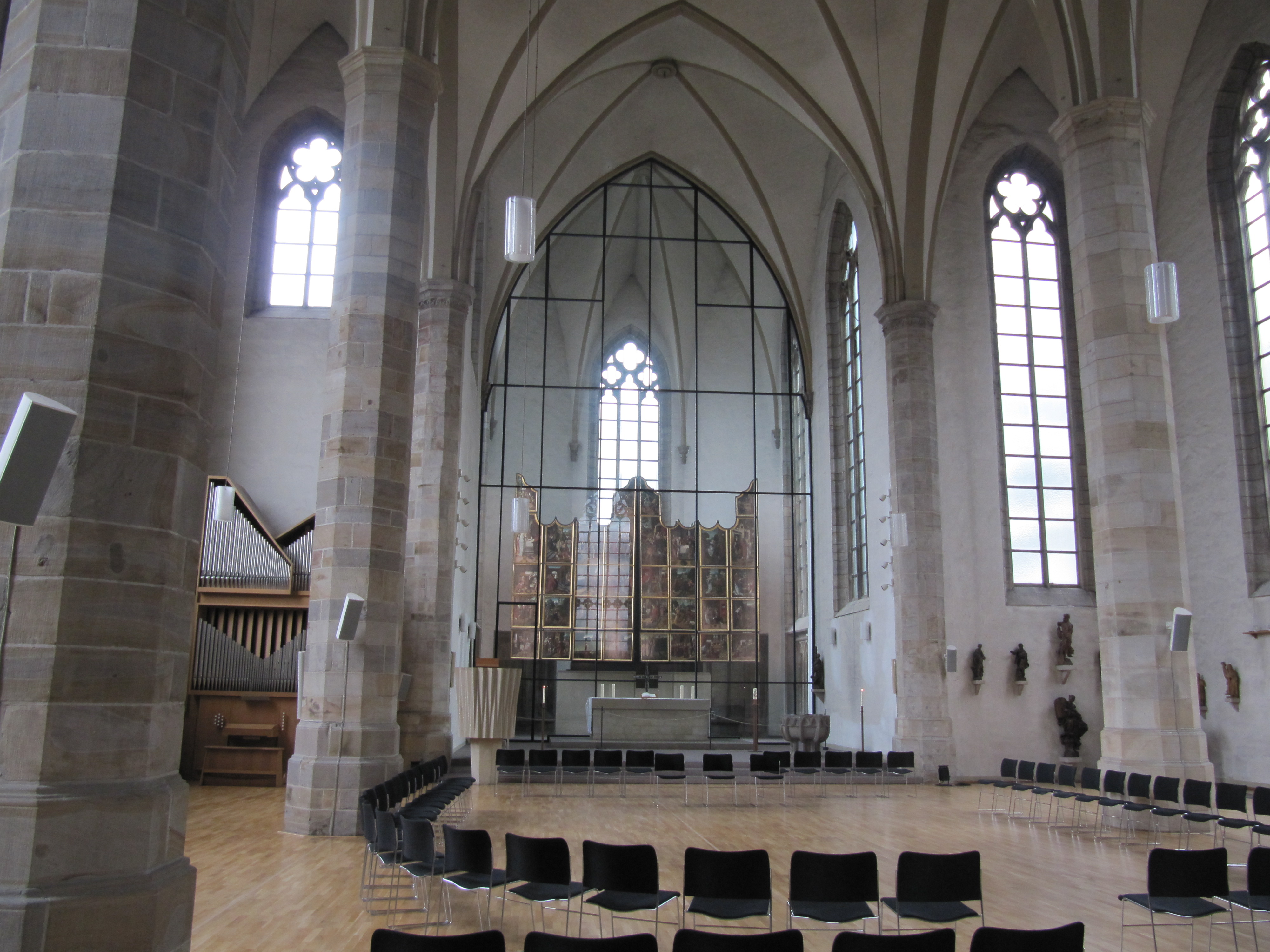
Interieur
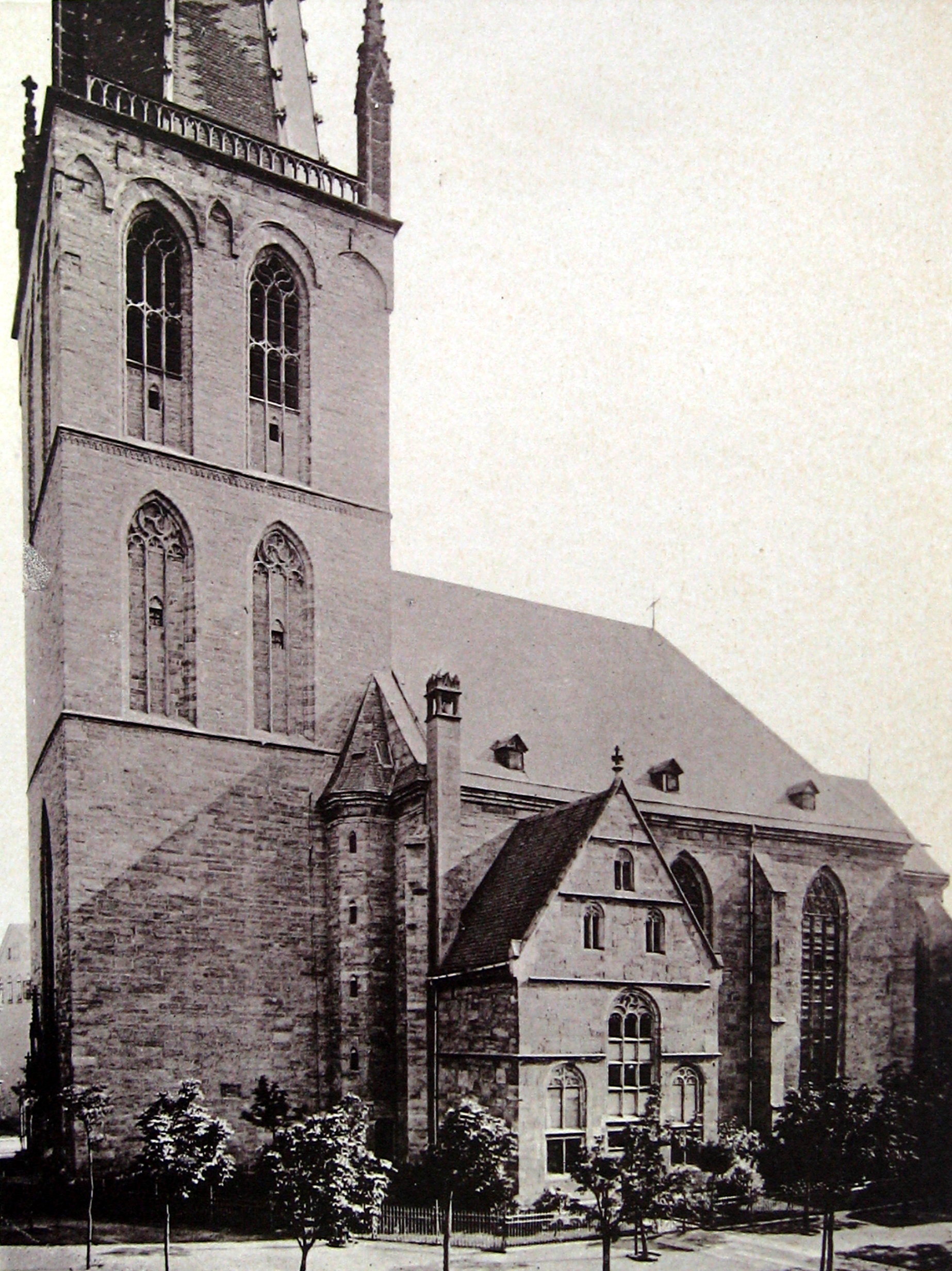
De Petruskerk in 1894
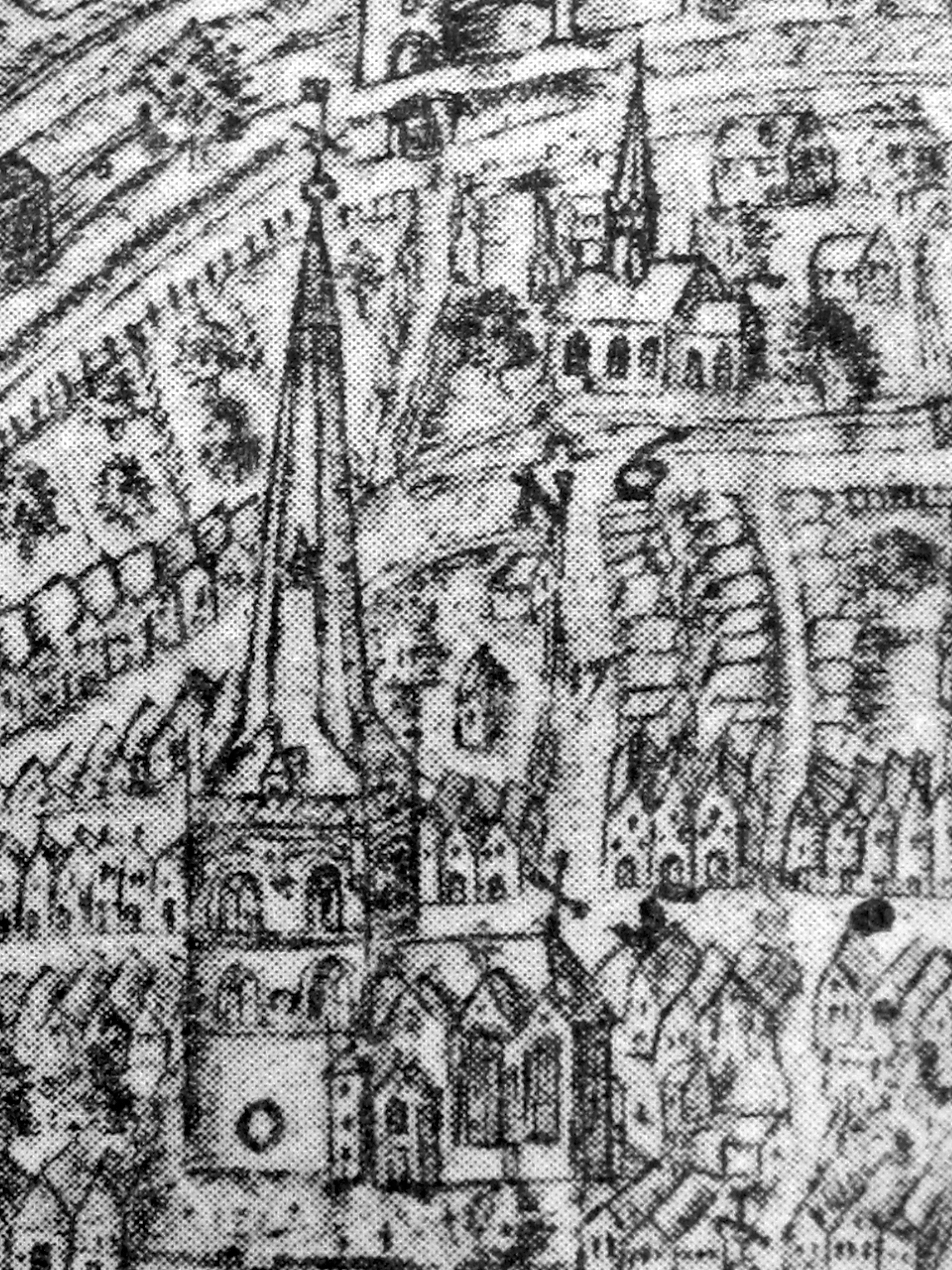
De Petruskerk (1611)